# Adoratrius Perpètues del Santíssim Sagrament
Les Adoratrius Perpètues del Santíssim Sagrament, conegudes com a Sagramentàries i Sagramentines, són religioses, de vots solemnes, dedicades a la vida contemplativa; pertanyen a l'orde monàstic fundat a Roma el 1807 per la beata Maria Magdalena de l'Encarnació (1770–1824). Les monges posposen les sigles A.P.S.S. al seu nom.

## Història
La monja terciària regular franciscana Maria Magdalena de l'Encarnació, des de 1802 abadessa d'Ischia di Castro (Viterbo), va començar en 1789 la tasca per fundar un nou orde religiós dedicat exclusivament a l'adoració eucarística. Va redactar-ne les constitucions i, quan fou elegida abadessa, va compartir el seu projecte amb el prevere Giovanni Antonio Baldeschi, que va demanar al papa l'autorització per fundar l'orde. Van trobar el suport financer del marquès de Negrete, ambaixador del rei Carles IV d'Espanya a Lisboa.
Amb el permí del papa Pius VII, el 31 de maig de 1807 Maria Magdalena i onze germanes van deixar el monestir d'Ischia di Castro i el 8 de juliol següent van ingressar al convent de Santi Gioacchino e Anna alle Quattro Fontane de Roma. Les constitucions de la fundadora foren examinades pel cardenal vicari Giulio Maria della Somaglia i aprovades pel pontífex el 2 de febrer de 1808. La invasió de les tropes franceses del general Sextius Alexandre François de Miollis va interrompre el procés: en 1811 els francesos van suprimir els monestirs i la mare Maria Magdalena es va refugiar al seu poble natiu, Porto Santo Stefano (Toscana). Només va poder tornar al monestir de Roma el 24 de maig de 1814, quan Pius VII va tornar. El mateix papa va poder aprovar l'orde el 13 de febrer de 1818.

## Activitat i difusió
Les Adoratrius Perpètues del Santíssim Sagrament són monges de clausura estricta: es dediquen a l'adoració continuada, amb torns ininterromputs de dia i nit) del Santíssim Sagrament solemnement exposat a l'altar. Segueixen la Regla de Sant Agustí i les constitucions redactades per la fundadora. El seu hàbit és una túnica blanca amb escapulari vermell i vel negre.
Al final de 2005 l'orde tenia 60 monestirs i 960 monges i novícies. a Itàlia (Bassano del Grappa, Càller, Canale d'Alba, Castellammare di Stabia, Gènova, Ischia di Castro, Monza, Oristany, Roma, Seregno i Vigevano), Àustria, Espanya, Xile, Mèxic, Estats Units d'Amèrica i Kenya. A Catalunya, tenen monestirs a Barcelona, Berga i Vic.